# دواين ديدون
دواين ديدون (بالفرنسية: Dwayne Benjamin Didon)‏ (مواليد 11 سبتمبر 1994) هو سبّاح سيشلي، مثّل بلاده في الألعاب الأولمبية الصيفية 2008.

## روابط خارجية
دواين ديدون على موقع الاتحاد الدولي للسباحة (الإنجليزية)
- دواين ديدون على موقع اللجنة الأولمبية الدولية (الإنجليزية)
- دواين ديدون على موقع أوليمبيديا (الإنجليزية)